# Matthew Randle
Pour les articles homonymes, voir Randle.
Matthew J. Randle, né en 2003, est un nageur sud-africain.

## Carrière
Matthew Randle remporte aux Championnats d'Afrique de natation 2021 à Accra la médaille d'argent sur 50, 100 et 200 mètres brasse. Il dispute également les courses juniors dans cette compétition, remportant l'or sur 50, 100 et 200 mètres brasse, sur 200 et 400 mètres quatre nages, sur 4 x 100 mètres quatre nages ainsi que sur 4 x 100 mètres quatre nages mixte.
Il obtient aux Championnats d'Afrique de natation 2022 à Tunis la médaille d'or sur 4 × 100 mètres 4 nages mixte ainsi que la médaille d'argent sur 200 mètres brasse et la médaille de bronze sur 4 × 100 mètres quatre nages.